# Họ Cá múa đít
Họ Cá múa đít hay họ Cá vỏ tôm (danh pháp khoa học: Centriscidae) là một họ cá biển, nguyên được xếp trong bộ Gasterosteiformes, nhưng hiện nay được xếp trong bộ Syngnathiformes. Ngay cả khi hiểu theo nghĩa rộng thì nó vẫn là một họ nhỏ, với chỉ 12 loài với hình dáng bất thường, như được phản ánh trong tên gọi thông thường của chúng.

## Từ nguyên
Tên chi điển hình Centriscus bắt nguồn từ tiếng Hy Lạp κεντρί (kentrí) nghĩa là ngòi, gai; để nói tới phần mõm dài nhọn như hình cái gai ở các loài cá trong họ này.

## Phân bố
Các loài cá này phân bố hạn chế trong vùng biển nông nhiệt đới thuộc Ấn Độ Dương - Thái Bình Dương. Một số loài xuất hiện trong phần đáy của cỏ biển trong khi các loài khác là cá bãi đá ngầm.

## Mô tả
Cơ thể nén dẹp mạnh, giống như lưỡi dao cạo với rìa phần bụng sắc bén. Các tấm xương mỏng là phần mở rộng của cột sống gần như bao phủ hoàn toàn cơ thể. Gai vây lưng thứ nhất dài và nhọn, nằm ở tận cùng của phần thân về phía đuôi; 2 gai ngắn hơn tiếp theo sau nó. Vây lưng mềm và vây đuôi mềm lệch nhiều hay ít về phía phần bụng. Vây bụng nhỏ và vây ngực lớn hơn. Không đường bên. Không răng. Có xu hướng bơi theo tư thế thẳng đứng hoặc hơi chếch với mõm hướng xuống phía dưới; ăn động vật phiêu sinh nhỏ. Cá nhỏ, chiều dài tối đa trong khoảng 15–33,8 xentimét (5,9–13,3 in).

## Phân loại
Trong một số hệ thống phân loại, người ta nâng cấp phân họ Macroramphosinae thành họ Macroramphosidae. Vị trí của chi Centriscops chưa rõ ràng, nhưng cả ITIS và ấn bản lần 5 sách Fish of the World của Nelson et al. (2016) đều đặt nó trong họ Macroramphosidae.
- Phân họ Centriscinae (= Centriscidae nghĩa hẹp)
  - Aeoliscus Jordan & Starks, 1902: 2 loài.
  - Centriscus Linnaeus, 1758: 3 loài.
- Phân họ Macroramphosinae (= Macroramphosidae)
  - Centriscops Gill, 1862: 1 loài (Centriscops humerosus).
  - Macroramphosus Lacepède, 1803: 2 loài.
  - Notopogon Regan, 1914: 5 loài.